# Разрезной

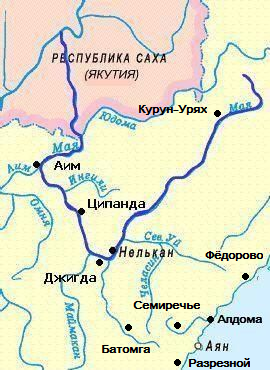

Разрезно́й — монтёрский пункт в Аяно-Майском районе Хабаровского края. Находится на межселенной территории.

## География
Монтёрский пункт находится на расстоянии примерно 50 км к юго-западу от села Аян, административного центра района.

## Население
| 2002 | 2010 | 2011 | 2012 | 2019 | 2021 |
| ---- | ---- | ---- | ---- | ---- | ---- |
| 4    | →4   | →4   | →4   | ↘1   | ↘0   |

## Инфраструктура
Монтёрский пункт создан для ремонта автозимника.